# Mats Rots
Mats Rots (* 11. März 2006 in Groenlo) ist ein niederländischer Fußballspieler.
Der Abwehrspieler spielt seit seiner Kindheit beim FC Twente. Des Weiteren ist der Niederländer Rots auch Nachwuchsnationalspieler seines Landes.

## Karriere

### Verein
Mats Rots kam im Jahr 2012 in die Fußballschule des FC Twente und gab am 10. August 2023 im Alter von 17 Jahren beim 2:0-Hinspielsieg in der dritten Qualifikationsrunde zur UEFA Europa Conference League gegen den lettischen Vertreter Riga FC sein Profidebüt. Mit der ersten Mannschaft des FC Twente wurde er in der Eredivisie 2024 Dritter und qualifizierte sich somit für die dritte Qualifikationsrunde zur Champions League, wobei er lediglich ein einziges Punktspiel bestritt.

### Nationalmannschaft
Mats Rots ist Nachwuchsnationalspieler und hat die Niederlande in seiner bisherigen aktiven Karriere in den Altersklassen U16, U17 und U18 vertreten. Mit der U17-Nationalmannschaft nahm er an der Europameisterschaft 2023 in Ungarn teil, schied allerdings mit seiner Mannschaft nach der Gruppenphase aus.